# Kuniko Tanioka
Kuniko Tanioka (谷岡郁子, Tanioka Kuniko), née le 1er mai 1954, est une femme politique et militante écologiste et féministe japonaise, représentant la préfecture d'Aichi pour le Parti démocrate du Japon à la Chambre des conseillers du Japon de 2007 à 2013. 
Fervente opposante au nucléaire après la catastrophe de Fukushima, elle cofonde et préside en 2012 le Parti du Vent vert (en), un parti d'opposition axé autour de positions progressistes, d'écologie politique, de l'opposition au nucléaire, de l'opposition à l'accord de partenariat transpacifique et une réforme du système politique japonais en général.
Après l'échec de son parti aux élections à la Chambre des conseillers du Japon de 2013, elle quitte la vie politique pour se consacrer à sa carrière universitaire.

## Jeunesse et études
Tanioka naît le 1er mai 1954 à dans le quartier d'Abeno-ku à Osaka, dans la préfecture du même nom. Issue d'une famille d'enseignants, Tanioka effectue ses études à Osaka, avant de rejoindre l'université de Toronto. Elle poursuit son cursus en 1998 et se spécialise en ingénierie artistique à l'université de design de Kobe (en), où elle effectue son doctorat. 
Elle devient en 1986 la présidente de l'université Chūkyō.  

## Carrière électorale
C'est « principalement la colère », selon ses termes, qui pousse Tanioka a rejoindre la politique nationale. Elle se déclare en effet scandalisée par les témoignages de plusieurs anciens étudiants, en grande difficulté sur le marché du travail. Elle rejoint le PDJ, et se présente aux élections à la chambre des conseillers du Japon de 2007 (en) sous l'investiture de ce dernier dans la circonscription électorale de la préfecture d'Aichi. Elle remporte ces élections, et fait son entrée à la Diète du Japon. Elle fait partie d'un groupe de politiciens japonais appelées les « Enfants d'Ozawa (ja) », et plus spécifiquement les « Filles d'Ozawa », des jeunes femmes politiques initiées à la politique par Ichirō Ozawa, président du PDJ jusqu'en 2009. Ce terme fait référence aux Enfants de Koizumi, équivalent du Parti libéral-démocrate au pouvoir jusqu'en 2009.
Tanioka annonce sa démission du PDJ en 2012, sur fond de désaccord de la relance de la centrale nucléaire d'Oi,. Elle fonde en 2012 le parti du Vent vert (en), avec Akiko Kamei et Yasue Funayama, d'autres conseillères dissidentes, un parti d'opposition au gouvernement Noda axé autour de positions progressistes, d'écologie politique, de l'opposition au nucléaire, de l'opposition à l'accord de partenariat transpacifique et une réforme du système politique japonais en général,.
Tanioka est candidate à sa réélection lors des élections à la Chambre des conseillers du Japon de 2013, cette fois à la représentation proportionnelle et sous l'investiture de son nouveau parti, mais échoue à se maintenir à la Diète. À la suite de cet échec, Tanioka annonce la dissolution de son mouvement, et sa retraite de la vie politique.

## Carrière post-électorale
Après son retrait de la vie politique, Tanioka reste à la tête de l'université Chūkyō, et prend également la direction de l'association japonaise de lutte (ja).

## Prises de positions
Tanioka est une militante féministe et écologiste, fortement opposée aux inégalités sociales et au nucléaire. Elle lutte également contre les dérives du capitalisme, et notamment l'accord de partenariat transpacifique.
Tanioka est également opposée au déménagement de la base américaine de Futenma,.

## Vie privée
Tanioka est la petite fille de Noboru Tanioka (ja), le fondateur de l'université du Commerce d'Osaka. 
Amatrice de lutte féminine, Tanioka est à l'origine de la fondation d'un club de lutte féminine dans l'université qu'elle dirige, qui entraîne des championnes olympiques comme Kaori Ichō ou Saori Yoshida.